# Moucherolle pie
Fluvicola pica
Espèce
Statut de conservation UICN

 LC  : Préoccupation mineure
Répartition géographique
Le Moucherolle pie (Fluvicola pica) est une petite espèce de passereau de la famille des tyrannidés. Son aire s'étend du Panama jusqu'à Trinidad et le plateau des Guyanes à l'est ; deux aires restreintes isolées en Amazonie équatorienne et péruvienne.
Ce taxon est considéré comme conspécifique avec le Moucherolle à dos noir (Fluvicola albiventer) par certains auteurs.